# Prólogo, ato, epílogo
Prólogo, ato, epílogo: Memórias é um livro do gênero autobiografia escrito pela atriz brasileira Fernanda Montenegro em parceria com Marta Góes publicado pela editora Companhia das Letras no dia 20 de Setembro de 2019.

## Livro
No livro, Fernanda Montenegro trata de fazer suas memórias, num balanço de toda a vida profissional (de mais de setenta anos de atividades) e da vida pessoal, como o casamento com Fernando Torres e sua relação com a maternidade, netos, velhices, dentre outros aspectos da vida.

## Campanha
Para a campanha do livro, na revista 451 da Folha de S.Paulo, Fernanda se vestiu de bruxa prestes a ser queimada como bruxa e disse que "prefere entrar para a História do lado das bruxas".

## Vendas
O livro atingiu a lista de mais vendidos do país, segundo a Revista Veja, atingindo algumas vezes primeiro lugar na categoria "não ficção".